# 反台南鐵路東移自救會

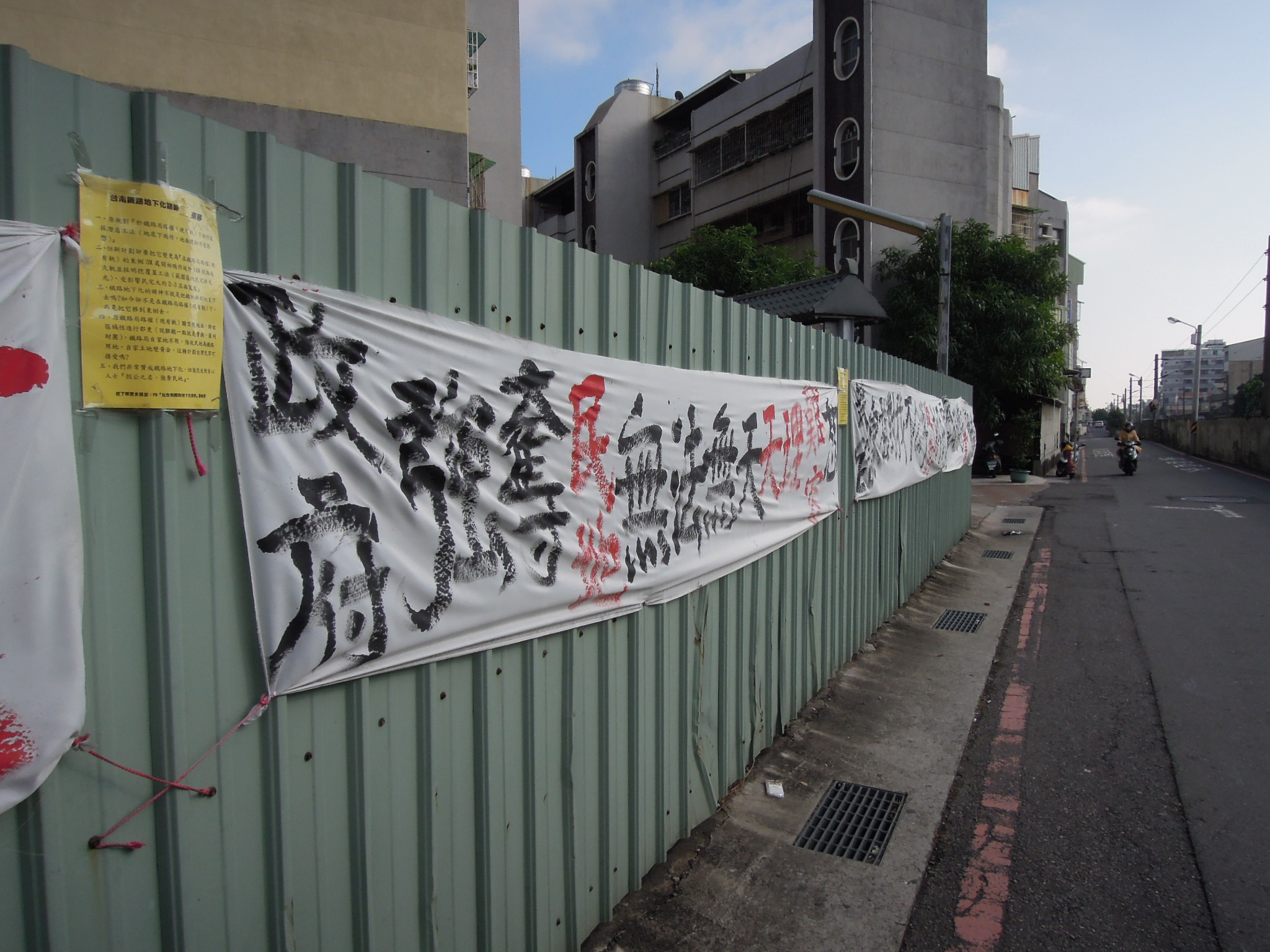
自救會指控政府的抗議布條（2013年1月東區泉南里）

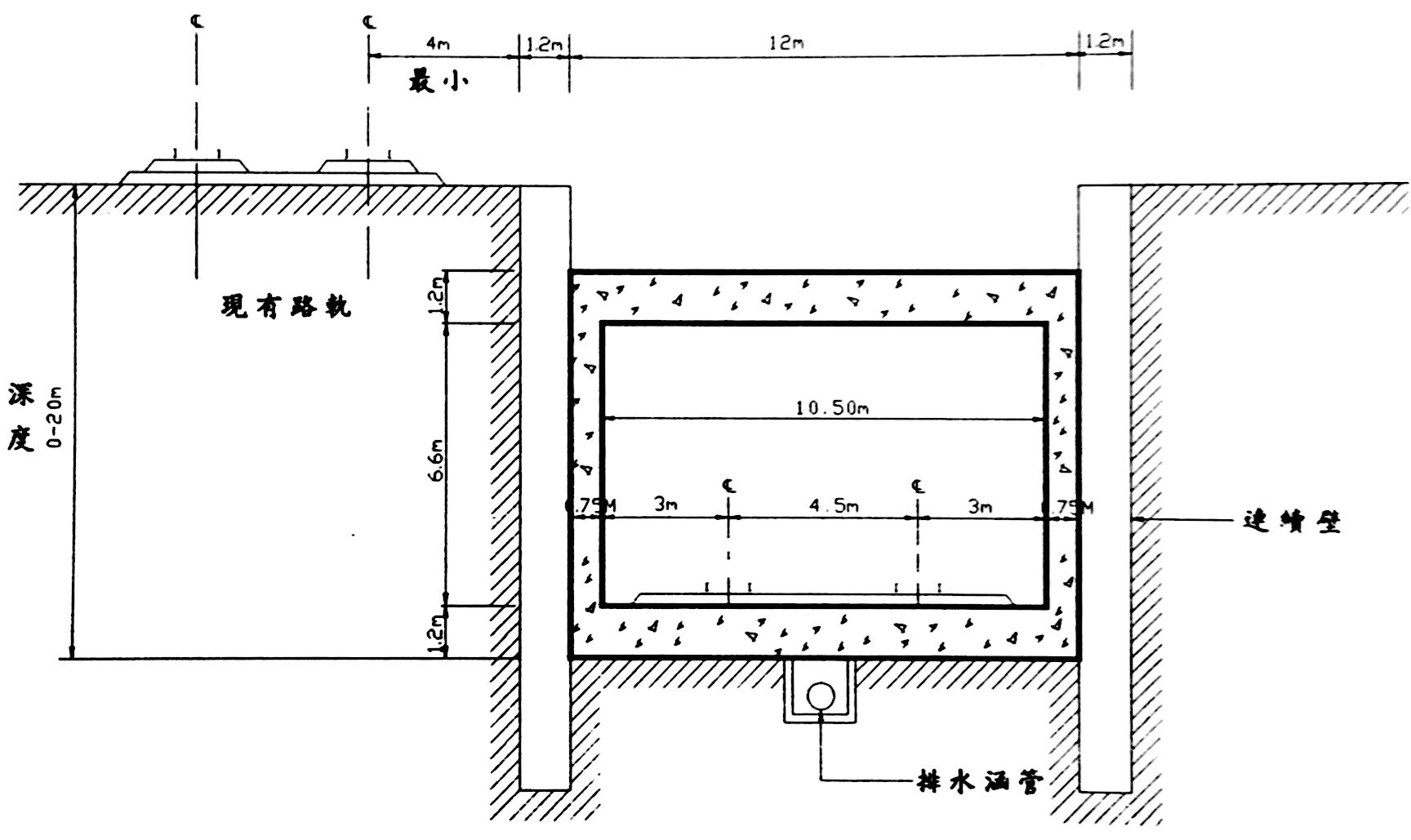
本圖摘自1993年規畫書，當時即採用與現今規劃一致的「東側施工」：新建地下化新線在現有軌東側（資料：台南地區鐵路立體化(郊區化)可行性研究暨規劃）

反台南鐵路東移自救會于2012年8月28日由部分臺南市區鐵路地下化計畫拆遷戶以及聲援學生組成，會長為國立台灣科技大學光電工程研究所教授、台灣土地正義行動聯盟理事長陳致曉。主旨為反對由1993年起規劃，並在2009年由馬英九政府、劉兆玄內閣通過的臺南市區鐵路地下化計畫。

## 地下化計畫背景
臺南市區鐵路地下化計畫，始於1991年，由臺灣省政府交通處進行可行性研究。並先後在1993（民國82）、1995（民國84）年，分別提出「82年版─東側施工」（自救會稱為『東移』）、「84年版─臨時軌」兩個草案。接手的鐵工局，曾研擬其他方法，例如2008年左右一度考慮潛盾等。2009年，行政院在劉兆玄院長任內，以最早的82年版，作為核定案。

### 82年版「東側施工」
民國82年（1993年）3月，省府與市府完成《台南地區鐵路立體化（郊區化）可行性研究暨規劃》，通稱「82年版」。
在這份規劃中，提到「由於鐵路營運不可有一日之斷，因此為為維持正常營運，須採在現有軌道東側施工之方式」規劃單位表示：徵收的5.1公頃土地，公有地占絕大多數、私有地占兩成、拆遷戶407戶。徵收地是一個長約8公里、寬7至30米，在既有鐵道旁的狹長土地。

### 84年版「臨時軌」
民國84年（1995年）提出的臨時軌案，又稱「84年版」。係在既有軌的東側，徵用民宅舖設臨時軌。再於既有軌的西側興建地下隧道，再發還東側土地給東側住戶。
但由於地下隧道所需量體較大，因此需徵收鐵道西側民地。由於西側為市中心，多為高樓大廈，因此84年版雖然徵收土地面積較小，但拆遷的樓地板面積，遠較82年版多。另外，國定古蹟臺南車站也因在鐵道西側，需一併拆除重建。

### 自救會的論述
在自救會的論述及文宣中，幾乎不提《82年版》，僅提及《84年版》，並宣稱《84年版》是最原始、唯一、且不需徵收的計畫（事實上仍要徵收及徵用──見附表），並將《82年版》說成是2009年才突然冒出來的「黑箱計畫」。並以「黑箱說」，向社運團體尋求支持，以當時的在野黨──民進黨為攻擊對象，並獲得泛藍政治人物聲援。
自救會指控東側施工係由臺南市長賴清德一手規劃，聲援的社運團體也曾批抨林欽榮是「東移推手」，但事實上：賴清德就任市長為2010年12月、林欽榮則在2011年3月才副市長，而工程在1993年即已規劃，並於2009年核定。因上述爭議，自救會被網路輿論諷刺為「穿越時空」，認為自救會為了政治利益，並未說實話。
另外，自救會也指控，東側施工伴隨土地開發計畫，而政府財政困難，欲提高自償率，因此故意徵收民地，目的是讓財團獲取騰空土地之利益。

## 自救會訴求
自救會的訴求，因內容矛盾，曾多次引起輿論熱議。其曾向政府要求鉅額補償；另一方面又尋求社會運動奧援，否認曾提出補償訴求，改提變更工法。

### 變更工法訴求
自救會曾由王偉民代表提出新的施工法，包括2大訴求。具體方法見示意圖及下述：

#### 減少隧道側牆訴求
將隧道側牆由90公分厚改為20公分，以減少徵收。

#### 鐵路西移訴求
將隧道西移，0米緊貼鐵路西側房舍下挖，進而不需東側徵收土地，以維護自救會成員利益。然而，自救會不認為鐵路是西移，而是稱之「原軌地下化」，也未曾說明對於西側房舍的影響。

### 鉅額補償訴求
多次向市府要求鉅額補償，認為《土地徵收條例》以市價徵收的價格過低，先後曾開價：
- 以市價1倍價格徵收
- 以完工後的地價徵收[15]
- 每坪90萬
  - 自救會發言人陳致曉，於2013年3月向媒體表示：鐵路地下化後，沿線土地可達每坪新台幣90萬元，是徵收價的6倍。並且特別強調這中間的差價，是「安撫民眾的誘因」[16]。
  - 「一坪90萬」後來演變成網路輿論及社會大眾，對於自救會的諷刺稱呼。

上述開價均曾多次出現在中華日報、中國時報等主流媒體。然而，後期自救會尋求學生及社會運動奧援，隨即改口，全盤否認曾提出補償訴求，駁斥開價之說都是有心人士抹黑。
2015年，自救會再將價碼提高至每坪100萬。在媒體受訪時，表示：「所謂的市價，是不是真的能夠彌補到，萬一真的我們被徵收的話，能夠彌補到我們的損失，我們是完全完全不能相信市政府，這邊價格最少1坪80-100萬元以上，可是市政府開出來就是30-40萬元，像這樣子的價格有誰能夠接受？」。每坪100萬元說法一出，引發輿論嘩然，遭批評「假借居住正義，掩飾貪婪面貌」、「鐵路邊的土地值一坪一百萬？」。自救會則辯稱：該人是自救會成員的親戚，不屬自救會。而臺南市目前最高地價，約為每坪82萬。

### 老屋情感訴求
自救會一度以「老屋情感」、「土地正義」為宣軸主軸。透過媒體要求不拆遷老屋，並自行規劃「自救會版工法」，宣稱不徵收民地，也能鐵路地下化。
然而，自救會自行提出的工法，也需要拆除老屋以舖設臨時軌。這樣的矛盾點，被輿論質疑自救會並非在意「老屋情感」，而是著眼於工程完工後，鐵路旁土地轉變成為園林大道的增值利益。
但自救會幹部稍後改口，拆老屋是他們對政府的「最大讓步」。但這個難以自圓其說的窘境（老屋情感－土地利益），被認為是自救會無法獲得人民認同的原因。

### 自救會代表拆遷戶訴求
自救會認為代表全體拆遷戶，要求市政府凡事需透過自救會，向拆遷戶溝通，不得直接向拆遷戶溝通。曾多次以行動阻止其他拆遷戶，與政府間的直接溝通，並因此與其他拆遷戶爆發衝突。
2015年5月，市政府發函自救會參加都市計畫審議，遭力挺自救會的政大教授徐世榮指控：「該議案所影響的是土地徵收與拆遷戶個人財產與生存權，並非全由反台南鐵路東移自救會可代表」。

### 重新環評訴求
自救會宣稱環評過程有程序磚瑕疵，不能僅有「環境差異分析」，而是應該重新環評，並就此進行行政訴訟。
2015年6月，自救會與環保署就環評一事的行政訴訟，宣判自救會敗訴。12月3日，最高行政法院認為「開發單位因配合台南火車站變成國定古蹟並增設通勤站，進而變更路線將鐵路東移，屬『原申請內容變更』，是同一開發行為，無需重新辦理環境影響評估。」，自救會敗訴定讞。

## 沿革
|                           | 東側施工                | 臨時軌                        |
| ------------------------- | ----------------------- | ----------------------------- |
| 提出時間                  | 民國82年（1993年）      | 民國84年（1995年）            |
| 隧道位置                  | 現有軌東側              | 現有軌西側                    |
| 拆除戶數                  | 323戶 （原估算為407戶） | 479戶                         |
| 拆遷樓地板面積 （平方米） | 49,740                  | 71,157                        |
| 徵收與徵用位置            | 徵收：鐵道東側          | 徵用：鐵道東側 徵收：鐵道西側 |
| 徵收面積（公頃）          | 5.1（公有地占3.1）      | 3.7                           |
| 工期                      | 7年                     | 10年                          |
| 古蹟保存                  | 不需拆除臺南車站        | 需拆除臺南車站                |

| 權屬類型         | 面積（公頃） | 比例（％） |
| ---------------- | ------------ | ---------- |
| 一般私人         | 1.47         | 16.39      |
| 臺南市           | 1.33         | 14.82      |
| 中華民國（台鐵） | 6.00         | 66.89      |
| 中華民國         | 0.17         | 1.90       |
| 合計             | 8.97 1       | 100.00     |

### 成立初期
2012年8月28日，本案一部分拆遷戶自行組成自救會，會長為蘇俊文，發言人為陳致曉（國立臺灣科技大學助理教授）。
自救會在文宣，主要論述如下：
- 宣稱84年版的「臨時軌」是原始設計。
- 多次強調84年版，是「原軌地下化」──原址下方興建隧道，因此不需徵收土地。
- 2009年行政院核定，未採用所謂「原始設計」、「不需徵收土地」的84年版，是政府的黑箱變更、「故意搶民地、不用公有地」、謀求土地利益的規劃。
- 具名指控市長賴清德（2010年當選臺南市長至今）下令，才改為東側施作[31]。

自救會成立之初認為，潛盾可於現有軌道下方施作，且不影響地面建物；而政府之所以採用東移案，是為了幫助財團利用徵收土地圖利，其實質是2012年文林苑都更案的翻版。在2012年12月之後，自救會開始宣稱，本案徵收土地是為了新台幣512億元的土地利益，以彌補台鐵虧損。口號也轉為「台鐵虧損，關我家屁事！」，並放棄潛盾主張，提出自行規劃的「民間版」工法。
自救會在鐵路沿線懸掛「政府購地圖利」、「拆我家／讓你貪」白布條。臺南市政府則發表聲明表示，鐵路地下化「是中央政府的公共交通建設計畫，沒有財團、建商介入，更無『圖利』問題」。

### 抗議與座談會
2012年9月14日，台南市東區樹林街鐵路沿線10名居民趁賴清德參加台灣基督長老教會松年大學開幕典禮行程，拉起反對本案的白布條，攔下賴清德陳情；事後，賴清德說，本案是前任市長許添財任內定下的，他知道執行很困難，允諾將住戶意見交給台南市政府都市發展局，由該局再與住戶聯繫蒐集意見，擇日再會面溝通討論如何處理。
2012年10月16日，自救會赴臺北市，到交通部、立法院、總統府等地抗爭，政大地政學系教授徐世榮到場聲援自救會。2012年12月2日，自救會在臺南車站前示威遊行，宣稱政府「假公共利益名義徵收，是為了取得更多土地，再將剩餘土地招標從事開發」，也指責官員偽造公文書、以及交通部所謂的「逐里溝通」並未與該會溝通等。在這次遊行以及之後的宣傳，自救會正式宣示本案徵收是台鐵為了新台幣400億元的土地利益以彌補虧損，口號也轉為「台鐵虧損，關我家屁事！」。
為了與拆遷戶溝通，臺南市政府曾辦理三次座談會。在2012年10月26日的第3次說明會時，賴清德宣布，在最短時間內邀請台南市各大學相關學者舉辦鐵路地下化論壇尋求解決之道，全程公開，什麼疑問都可以談、包括全案是否符合憲法精神等，並採審議式民主方式；自救會再次指責本案工程是市府圖利財團，賴清德嚴辭否認，最後會議不歡而散；自救會則指控，賴清德未當場回應「為什麼鐵路要東移」、「為什麼要擴大徵收」、「市府如何因鐵路東移受惠於降低自籌款」、「因擴大徵收產生台南市區精華廊帶如何應用」等問題。
2012年12月16日，自救會在facebook製作共28頁的文宣，稱為「台南鐵路地下化東移違憲案懶人包」（「懶人包」為臺灣網路用語，意為供人快速理解的文宣），並作為其主要論點。2013年1月19日，自救會舉辦「台南鐵路地下化民辦說明會」。

### 工程技術論壇
為了解決問題，市府籌辦論壇，除自救會、鐵工局兩方外，也邀請成大、南台、崑山等3校，薦舉成大校長黃煌煇在內共40位學者參加。論壇全程公開，透過有線電視頻道以及網路直播。
自救會認為，市府籌辦的論壇缺乏誠意、並且違背審議式民主「條件對等」的原則。2013年1月29日，自救會透過新聞稿抨擊，臺南地區都市計畫、土木等各領域教授「唯一的作用就是為賴市長預定的施工路線與工法來背書」；但市府表示，該日傍晚已接獲自救會通知，自救會將派員出席市府籌辦的論壇。
2013年2月5日，自救會於市府抗議，表達不滿；2013年2月6日，自救會除派員出席市府籌辦的論壇，並於場外再次示威抗爭，要求開放論壇供同等數量的民間人士入場。
2013年2月6日，自救會於成大管理學院舉辦論壇。鐵工局於論壇中除說明台南鐵路地下化之推動過程外，尚補充為何本案無法採行潛盾工法及臨時軌案之理由。自救會王偉民工程師則於論壇中提出，自救會版施工法主張「徵用民地設置臨時軌」，407拆遷戶均願配合徵用，完工後還地於民，擾民最少，其他好處還包括核定經費不增加、大幅提高開挖時列車安全、交通黑暗期可縮短三至四年等。鐵工局副局長周永暉則於答詢時指出，鐵路地下化工程不但要維護台南車站古蹟，更要維持營運正常、減低對交通之衝擊、以及確保施工期間百分百安全；自救會所提之自救會版方案除有上述顧慮外，在經費考量上如採交通部方案，可節省新台幣二億多元。自救會對於鐵工局之質疑則表示，自救會版臨時軌方案造成之交通衝擊問題「一定可以解決」。 市長賴清德於總結時表示，他不會當場裁示採取何種方案，但期盼雙方都能於會後提出書面資料，讓市府做決策之前擁有充分的資訊，「不容許以民眾的土地來滿足計畫的財務需求」，「堅持所使用的每一分地必須用在工程上」，「並不排除與自救會合作」。自救會於論壇結束後透過媒體表示：「如果市府要再談就談。若決定沿用鐵工局施工法，一定抗爭到底。會向台南市民介紹民間版施工法。」 在場居民及聲援學生並與警方爆發衝突，期間更造成數個陶瓷盆栽被打碎，和一名女學生疑似缺氧被抬出抗爭現場。
2013年3月，鐵工局針對自救會所辦論壇中學者專家之提問及自救會提出之民版方案，整理簡報進行釋疑。

### 後續對談
工程技術論壇結束後，自救會發言人陳致曉主動向台南市政府尋求意見交流，經市府秘書長陳美伶安排，2013年2月28日於永華市政中心二樓舉行「閉門會談」。府方除市長賴清德全程參與外，其餘與會者包括秘書長陳美伶、副秘書長劉建忻、工務局長吳宗榮、交通局長張政源、都發局長吳欣修等人；自救會方出席者則包括會長蘇俊文與其夫人蔡佳玲、發言人陳致曉、政大地政學系教授徐世榮、律師詹順貴與工程師王偉民等人。賴清德於會中表示，他重視事件的邏輯性與公益，希望藉著多次的溝通和意見交換做為後續決策的參考。
台南市政府經評估後，2013年3月12日決議本案續採核定版推動，並提出在南臺南站興建專案安置住宅。而安置方案獲得一部分拆遷戶認同，但自救會堅不接受。
2013年3月14日，自救會召開記者會，陳致曉批評，自救會於本月12日接到賴清德的電話宣稱將接受行政院版，「接著就拒接自救會電話，後來我們就看到市府舉辦記者會」，台南市政府自毀在此之前所作的承諾，對比本月12日台南市政府的處理過程，「整個過程是突然、粗暴！」王偉民拿出台南市政府委託成大研究發展基金會規劃的「台南市都市縫合計畫－鐵路地下化沿線都市規劃與設計案」概念圖，直指鐵路地下化東移後西側空出的廊帶已規劃為百貨商場、旅館與辦公大樓等設施，「如果不徵民地，鐵路無法東移，西側的商業用地就跑不出來」，這是台南市政府仍堅持行政院版的真正原因。徐世榮說，台南市政府與鐵工局徵收民地蓋鐵路，「卻把自己的土地留著之後賣」，是著眼土地開發的利益；這種以徵收取得公共建設所需私有土地，卻不優先利用政府公用土地的做法，不但不符合徵收做為最後手段的原則，也違反比例原則。
2013年3月15日，自救會前往台南市議會抗議，抨擊賴清德是「說謊市長」、「土地禿鷹」，指責賴清德為土地利益徵收民地、並藉由扭曲事實來否定自救會的訴求，「如今的賴清德，已經歸隊到『土地搶奪』的行列中。」王偉民強調，自救會版最重要的原則就是永久軌路權西側與現有軌西側對齊，即本案工程範圍將不會涵蓋西側民房，都發局所謂「自救會版將增加拆除範圍」的指控是鐵工局與賴清德「將謊言硬塞到居民嘴裡，藉此挑起東、西側居民彼此對立」。自救會拿出「台南市都市縫合計畫」概念圖，批評「要徵收西側土地的，不是自救會，而是賴市長」；王偉民則批評，概念圖中地下化後林立的地面大樓非商即住，賴清德「說謊搶自己市民的土地」。民進黨台南市議員蔡旺詮、李文正到場聲援自救會。發言人陳致曉則向媒體表示：沿線土地可達每坪新台幣90萬元，是徵收價的6倍。並且特別強調這中間的差價，是「安撫民眾的誘因」。
2013年8月13日，自救會發表聲明稿批評，「賴市府自爭議爆發後一再強調，南鐵案不同於大埔案或士林王家案；形同宣稱『藍色執政縣市的迫遷案就是迫遷案，綠色執政的迫遷案就不是迫遷案』。迫遷之侵害憲法、違反人權之本質，普世皆同。……都發局遲遲不對台鐵原軌地作何開發擬定具體計畫，卻急著幫鐵路沿線周邊國防部、台糖、台鐵國有地以『付款式標售』的方式招商。南市府主掌都市計畫工具，賴清德自然成為土地利益的最大支配者。南鐵東移迫遷與全國土徵議題之本質相同，為政府以都市計畫工具巧取豪奪人民財產的暴政。……（民國）96年蘇（民進黨主席蘇貞昌）任行政院長時以不東移方案施作地下化，賴清德立委時期要求重新檢討評估東移；但賴當上市長之後立刻失憶，裝瘋賣傻的功力媲美馬吳（總統馬英九與副總統吳敦義）。……爭議爆發後，賴清德把一切責任推卸給中央，卻刻意忽略3月12日賴清德『主動決議採行東移』與主掌東移案都市計畫的事實，對東移方案有絕對的主導性；決議東移後，又拿出僅四頁概念階段的安置方案來混淆東移迫遷的不合理性，頻頻對外放話卻始終不與居民直接溝通。安置方案不僅是個空包彈，還是政治人物作秀的工具。」
2013年8月16日，自救會發表聲明稿批評，民進黨中央黨部無意解決本案爭議，形同放任地方政府為所欲為，卸責的態度令人失望；林育生稱本案遇到的是「技術問題」，則證明民進黨中央黨部以工程術語抹滅本案迫遷侵害人權的本質，完全與台南市政府如出一轍；而台南市政府斷絕與居民協商，卻一再攻擊自救會，如同蘇貞昌評論大埔事件時所稱「把人民當成敵人」。
2013年8月19日，蘇俊文說，本案與大埔事件都是侵害人權，本案卻被切割、甚至被誤導；台南市政府長期刻意忽略及誤導本案反對者的聲音，也缺乏與他們的溝通協商；台南市政府在本案中執意拆除民宅的行徑，與苗栗縣政府在大埔事件中強拆民宅毫無差異，差別只在於「一是民進黨主政、一是國民黨主政」及「一在南、一在北」而已；自救會於本月14日前往民進黨中央黨部陳情，大埔事件被強拆4戶民宅中的「彭大姐」彭秀春也來聲援，更證明本案與大埔事件無異，但事實上本質是不一樣的。。
2013年8月21日，台南市政府召開記者會，賴清德強調，本案與大埔事件完全不同，自救會版在拆遷戶數、軌道鋪設、施工方式、總工期、用地範圍、交通影響等都未優於行政院版；陳致曉則表示，本案與大埔事件完全相同，「都是政府搶人民土地；若說有何不同，就是：賴清德是偽君子，劉政鴻是真小人」，行政院版騰空的土地要做商業區及豪宅，自救會懷疑台南市政府與財團勾結。
2013年8月22日，自救會發表書面聲明批評，台南市政府於本月21日召開記者會，試圖以政治思維將本案與全台土地濫徵議題切割，並再次強調「南鐵東移徵地無必要性疑慮」、「不東移的民版不可行」、「原軌作為公園道沒有跨域加值問題」，與自救會前往民進黨中央黨部抗議前的論調毫無二致，顯見台南市政府無意與自救會協商並承認迫遷之本質舉國皆同；而民進黨中央黨部欺騙自救會同意延至今日答覆自救會的要求，卻縱容台南市政府早一步召開記者會攻擊自救會，自救會感到非常不受尊重。
2013年8月23日，賴清德在台南市政府教育局「102學年度第1學期高中暨國民中小學校長行政會議」花了20分鐘陳述本案的公益性，強調本案與大埔事件在本質上完全不同，也強調採用行政院版所付出的代價小於自救會版，並說：「不要說我當市長才決定這麼做，我相信：自救會成員來當市長，也會這麼做！」同日，廖本全說，本案與大埔事件的問題癥結都在於「《土地徵收條例》無法約束徵收行為，反成徵收者的好用工具」；大埔事件的區段徵收，被徵收後可領回的抵價地不到原有40%；本案的一般徵收，雖依市價給予補償金，卻由未必具土地估價專業的台南市政府人員評估市價，他主張應由第三方公正估價師評估市價。
2013年8月24日，自救會發表「南鐵反東移事件懶人包」。2013年8月26日，自救會發表書面聲明批評，「南鐵東移徵地根本不具正當性與必要性」，民進黨中央黨部與台南市政府「只顧著操作政治語言宣稱南鐵案與大埔案完全不同」，民進黨中央黨部放任賴清德強推違憲的政策；而鐵工局與台南市政府都說「東移版與臨時軌版皆會拆到房子」，忘了陳述最重要的「採行東移版徵收面積將大幅增加」，則是斷章取義、刻意隱蔽「東移強徵民地乃最致命的缺點」。2013年8月26日晚間，自救會再發表書面聲明批評，台南市政府完全沒有通知居民就直接召開本案「都市計畫委員會大會」（都委大會），賴清德的「小人手段」與劉政鴻毫無二致，台南市政府副秘書長、都發局長、地政局長、交通局長、水利局長等人皆應退出都委大會以昭公信。
2013年8月27日，自救會闖進台南市政府永華市政中心的一樓大廳與二樓市長室，高舉抗議布條要求台南市政府舉辦聽證會；自救會等不到在民治市政中心開會的賴清德回來，台南市政府秘書處處長蕭博仁出面溝通，但蕭博仁無法確切回答是否舉行聽證會；台南市政府副秘書長劉建忻與都發局副局長莊德樑均表示礙於法律無法舉行聽證會，引起自救會成員及聲援學生不滿，雙方不歡而散。
2013年9月11日下午，自救會與聲援學生及聲援學者再赴台南市政府要求於本月底召開都市計畫委員會大會前召開聽證會，徐世榮說「在台南市都市計畫審議的階段召開聽證會，這是市府的職權所在」，成大法律系教授王毓正則說「市府說『沒有法源依據不能辦聽證』，這是對《行政程序法》錯誤的理解」；莊德樑與蕭博仁均接見自救會，但都沒有承諾召開聽證會，莊德樑更表示：「一、市府長官早有既定行程，無法接見，市府感到為難；二、市府與自救會溝通沒有間斷，一直有嘗試溝通；三、聽證由市府辦理並不能改變主張。」

### 溝通互動座談會
2013年9月23日，台南市政府在北區開元國小禮堂舉辦第一場本案拆遷戶溝通互動座談會。原先會議僅讓拆遷戶進入，但自救會及聲援學生在場外抗議推擠，要求進場。後在市府主管與自救會雙方同意「不鬧場」前提下，開放聲援者入場。但入場後，聲援者站在賴清德面前舉牌抗議，3名學生下跪並鼓噪賴清德比照跪下。北區拆遷戶則不滿自救會打斷議事。賴清德隨後改至會場後方繼續會議。
2013年9月24日，台南市政府發表聲明，表示今後不歡迎非拆遷戶參與本案拆遷戶溝通互動座談會，並譴責自救會成員及聲援學生破壞昨日的座談會，同時質疑聲援學生組織的「南鐵居住正義青年小組」是否真的代表本案拆遷戶的權益。同日，自救會及聲援團體發表聲明駁斥，整場會議過程中並未發生任何推擠或肢體衝突，「受阻撓不得入場後，相當有秩序地平和於場外聚會」，「首次說明會開始前，自救會及聲援團體要求入場；卻被市政府於沒有說明不得與會之正當理由下，以優勢警察圍成人牆阻撓與會，始發生衝突。台南市政府於民眾情緒平和之時，不願意與居民溝通對話；只在民眾受到不合理待遇後情緒高漲，衝突場面發生後，才願意還給居民其本有之權利。自救會及聲援學生團體認為：昨日衝突場面是台南市政府刻意製造對立，該為衝突發生負責的人是賴清德市長。」
2013年9月24日，賴清德在市政會議上再次強調，市府溝通的對象是拆遷戶，表示：「聲援學生一方面阻止拆遷戶瞭解更多資訊的機會且污名化市府，另一方面又叫囂市府不與拆遷戶見面，兩者充滿矛盾，令人不解。聲援的人士如果真心要幫助拆遷戶，就不應該取代他們，應讓拆遷戶與市府溝通無礙。」
2013年9月29日，台南市政府舉辦第三場本案拆遷戶溝通互動座談會，蘇俊文在會後的一波推擠中跌倒，頭部疑似撞擊地面而流血送醫，賴清德隨後到醫院探視蘇俊文；下午，市府發出聲明指出，由於無法期待部分自救會成員在非理性的對立情緒及訴求下可以有效溝通，且不樂見再發生任何意外，原訂明天（本月30日）舉行的第四場座談會取消，市府尊重各方聲援自救會團體所表達的意見，期待聲援團體都能理性溝通。蘇俊文回應，「這樣子不妥」、「取消對居民不公平」，市府應該多辦幾場座談會、多聽居民心聲；台南市政府警察局第一分局則表示，經檢視蒐證錄影帶，未發現有警員推人造成蘇俊文跌倒，但確有一名穿橘色上衣的警員雙手扶著穿黑色上衣的蒐證人員的腰際，已組專案小組調查。
2013年10月18日，蘇俊文前往台南地檢署控告警員傷害罪，但他表示，如果賴清德願舉行具有法律效力的聽證會，他願意撤回告訴。2013年10月21日，台南市議會召開施政總質詢，自救會成員聚集在台南市議會一樓大廳、希望與賴清德見面，但賴清德並未現身；而賴清德在答詢時仍強調：鐵路地下化是交通部的政策，台南市政府只是配合徵收的單位，聽證會「於法無據」，他不同意召開聽證會。
2013年11月10日，本案拆遷戶的陳情布條被不明人士蓄意割破；同月30日下午，自救會召開記者會，重新掛起布條，宣誓捍衛家園之決心。2013年11月20日，自救會在民進黨中央黨部前抗議，高喊「不要賴神（賴清德）」、「民進黨裝傻」、「賴清德搶錢」，呼籲民進黨勿提名賴清德競選連任；陳致曉表示，本案其實並不需要徵收人民土地，賴清德卻不願認真傾聽居民意見，甚至還有泛綠名嘴上電視企圖淡化爭議、把本案說成符合公共利益，可見賴清德的做法與劉政鴻如出一轍，差別僅在於「劉政鴻是長得難看的真小人，賴清德是比較帥的偽君子」；賴清德對此不予回應，台南市政府則發新聞稿披評陳致曉流於非理性謾罵；民進黨發言人林俊憲表示，會把自救會的訴求轉達台南市政府，中央黨部還是會依規定進行提名作業。
2013年11月20日上午，自救會前往民進黨中央黨部，抗議民進黨提名賴清德競選連任；民進黨無人出面接見抗議群眾，反而報警招來大批警力看守中央黨部大門，下午依然提名賴清德競選連任。
2013年11月27日，台南市政府召開「鐵路地下化專案照顧住宅招商說明會」；自救會隨即發布聲明稿反對照顧住宅之招商、投標、興建、廣告與銷售，並表示「由市府與行政院往來公文中可見，賴清德對南鐵地下化後之（新台幣）數百億（元）騰空土地擁有完全重新分配權；照顧方案之建商是否取得該部利益，值得注意」。
2013年12月7至8日，自救會舉辦「南鐵補習班」培力工作坊。2013年12月14日，自救會發現本案拆遷戶的陳情布條再度遭不明人士破壞，居民報警處理。2013年12月17日，自救會舉辦香港紀錄片《黃幡翻飛處》社區放映座談會，製作本片的香港非營利組織「影行者」擔任與談人。
2014年1月16日，民進黨立法院黨團總召集人柯建銘，與國民黨立法院黨團協商通過本案仁德段預算案，宣稱：「台南鐵路地下化經監委調查、南市府逐一拜訪居民，無民眾反對。」2014年1月20日，自救會於立法院旁抗議，呼籲民進黨善盡在野黨的監督責任、調查本案土地徵收的問題，呼籲民進黨中央與黨內人士督請賴清德舉辦聽證會以解決爭議；自救會揚言，若未來無法如期召開聽證會，自救會不排除「流血抗爭」。
2014年3月6日，賴清德強調，本案是應該要做的，「這是我的責任，更是不悔的目標」，做了才能讓台南市脫胎換骨；他說，本案沒有替代方案，除非不做。2014年3月7日，台南市政府與富立建設簽約，富立建設承作本案照顧住宅「和築真邦」，賴清德在簽約記者會上一度泛淚、哽咽說，他是人民選出來的市長，化解本案住戶疑慮是他該做的，但台南市政府很多同仁下班也需跟著他走訪本案住戶，令他不捨。
2014年4月3日下午，自救會前往台南市政府抗議，在市長室大門貼上賴清德批判馬英九處理兩岸服務貿易協議爭議的發言，蔑稱賴清德「賴英九」，高喊「立院反服貿，南鐵搞黑箱」，要求賴清德傾聽民意、尊重程序正義。2014年4月7日，台南市政府在北區舉辦本案都市計畫公開展覽說明會，反駁外界質疑市府要將現有軌道土地「活化」賺錢的說法；居民質疑，現在都市計畫屬於公共設施的土地，往後若要變更為商業或建築用地，只是一轉眼的事情；居民認為，如果市府要證明沒有想透過地下化賺錢，最好的方法就是拿現有軌道的土地來做地下化，如果技術做不到，那就別做地下化。
2014年4月9日下午，台南市政府辦理本案都市計畫第二場公開展覽說明會，官員發言遭抗議民眾強力杯葛；都發局在現場爭議仍未解決之刻，三分鐘內宣布會議結束；都發局宣布會議結束後，都發局長吳欣修與秘書處長蕭博仁遭抗議民眾追趕阻止離場。2014年4月12日晚間至同月13日晚間，自救會於青年路215巷平交道旁舉辦「南鐵藝術牆」彩繪活動，居民與聲援學生接力完成橫跨三戶住家的彩繪牆，牆面中央的圖案是「南鐵反拆遷之花」。
2014年5月12日下午，自救會前往交通部遞交陳情書，公投護台灣聯盟總召集人蔡丁貴到場聲援自救會，蔡丁貴質疑「既然有公眾利益，為什麼要犧牲那麼多人的權利」。隨後，自救會在台北高等行政法院「台南鐵路地下化工程環境影響評估法事件」準備庭開庭前，於台北高等行政法院前召開記者會，陳致曉說，自救會委任律師詹順貴對行政院環境保護署提起行政訴訟，自救會的三項訴求（原軌施作不東移，爭議未決前停止都市變更，召開聽證會以解決爭議）從未改變；政大地政系教授徐世榮則說，交通部原本提出的版本沒有東移，本案一定要重做環評，不能拿過去沒有東移版本時所做的環評蒙混過關；詹順貴批評，賴清德長期以來都有高民調支持度，無形之中展露驕傲形象，雖然與自救會民眾「逐步溝通」，卻是堅定南鐵東移的立場，「逐步溝通」是在媒體上作秀，更是對弱勢民眾施壓、讓民眾單方面接收政府的訊息，是「驕傲的公雞」。
2014年7月22日，鐵工局第六工程處舉辦仁德區地主協議價購說明會，嚴格限制僅供仁德區地主進入，自救會其餘東區、北區住戶則被阻擋在外。陳致曉批評，全段鐵路地下化是不可分割的整體，迫遷戶皆為利害關係人、應有權利參與發言，鐵工局此舉是「分化居民」。仁德區地主3人參加抗議，並擬具委託書盼自救會全體成員能一起進入會場。直到最後，持有委託書的非仁德區自救會成員皆無法進入會場。自救會在會場外抗議，上演行動劇「南鐵盃世足賽」諷刺鐵工局與台南市政府互踢皮球，當扮演鐵工局與賴清德的兩人互踢皮球時，扮演賴清德的人「球員兼裁判」逕行宣布比賽結束，象徵台南市政府不顧拆遷戶權益。
2014年8月23日，自救會與南鐵居住正義青年小組於和築真邦樣品屋前召開記者會並演出行動劇，焚燒紙錢與紙紮和築真邦樣品屋給曾在立法委員任內宣稱「要重新檢討評估東移的問題」的賴清德，諷刺賴清德在就任市長前後對本案的態度前後矛盾、形同人格分裂，批評台南市政府的安置方案實為「剝削方案」，呼籲台南市政府在本案爭議釐清之前停止一切程序。
2014年9月13日，自救會發布聲明指稱，自救會布條再度於深夜無人注意時被破壞，質疑此為恐嚇之舉。
2014年9月29日，詹順貴在其部落格與風傳媒質疑民進黨主席蔡英文對本案的立場：他說，本案面臨被徵收強拆的居民提議改以租用或徵用方式完成本案以避免使用最後不得已的徵收手段時，賴清德卻仍堅持優先採行徵收、並百般誣蔑抹黑反對徵收的自救會成員；不願被強拆迫遷的居民要求賴清德應舉行聽證會以論證有無徵收的必要性時，賴清德卻只想談安置計畫；「此種情形，與目前社會普遍在批評馬英九、江宜樺的情況有何不同？面對此一重大爭議，民進黨的態度為何？您的態度與如何化解此爭議的策略又如何？與國民黨的差別在哪裡？」
2014年11月9日，秋鬥「土地線鬥陣」的20多個團體約200人到民進黨中央黨部前抗議，包括自救會在內，要求民進黨具體說明該黨對於居住正義的實際作為，並質疑本案有什麼非徵收強拆不可的理由；同時到民進黨中央黨部，並把「退步黨、不進反退、背叛人民」匾額貼在黨部招牌上。
2014年12月2日，自救會發布聲明指稱，新任台北市長柯文哲要任命推動璞玉計畫與本案第二階段區段徵收的「綠營濫徵大將」林欽榮擔任台北市副市長，柯文哲任命的理由是「找兇悍的人，都更才會快」」。

### 監察院報告
2013年3月，自救會曾向監察院陳訴，認為工程「任意東移以擴大徵收範圍」、「規避環評」。監察委員吳豐山、尹祚芊自動調查並提出調查報告後，監察院於2013年11月公布調查報告。調查報告認為，「尚難認有任意情事」，自救會的指控「容有誤解」；但也認為，為降低疑慮及減少抗爭，台南市政府及鐵工局應於都市計畫變更案發布實施及徵收計畫核定前再加強溝通。
2013年12月25日，自救會發表「13點聲明」，痛批監察院報告「謬誤」，指控報告「與事實不符」、「調查方向與民眾陳情者相左」、「論述邏輯自相矛盾」，指控監察院「輕置監察權於行政權之下」、「單方面採信政客與行政官僚說法」。
2014年5月12日下午，自救會委任律師詹順貴說，監察院報告指本案只有一個版本、無東移，令人匪夷所思，因為確實有東移的版本，且這個東移版本涉及必須徵收民間土地、拆除407戶民宅。

## 年表
- 1991年
  - 6月 - 臺南市政府、臺灣省政府開始辦理鐵路地下化可行性研究
- 1993年
  - 3月 - 完成《台南地區鐵路立體化（郊區化）可行性研究暨規劃》，規劃採用「東側施工」
- 2012年
  - 8月 - 自救會成立
  - 8月28日 - 第1次說明會
  - 8月31日 - 第2次說明會
  - 10月16日 - 赴臺北，至交通部、立法院、總統府抗爭
  - 10月26日 - 第3次說明會
  - 12月2日 - 臺南站前示威遊行
  - 12月16日 - 推出文宣「台南鐵路地下化東移違憲案懶人包」
- 2013年
  - 1月5日 - 舉辦「一條鐵支路，百戶要搬厝－台南鐵路地下化東移受影響戶·心聲分享」，首次提及「民間版台南鐵路地下化方案」
  - 1月19日 - 舉辦「台南鐵路地下化民辦說明會」，邀請王偉民工程師初次公開「民間版台南鐵路地下化方案」概念
  - 2月3日 - 以「反台灣浮濫徵收大遊行」名義第二次赴臺北抗爭
  - 2月5日 - 臺南市政府永華行政中心前抗議，表達對隔日論壇官民席次不對等的不滿
  - 2月6日 - 市府於成大舉辦「審議式民主」工程論壇。支持自救會的學生到場聲援後，發現之前市府承諾的轉播系統出現問題，引發場外民眾不滿，要求進場，導致場面失控，並與警方爆發衝突。[49]
  - 2月28日 - 自救會與市府做後續對談
  - 3月7日 - 鐵工局發佈對2月6日論壇詢答之說明
  - 3月12日 - 市府於施政報告中表示本案續採行政院核定版推動[102]
- 2015年
  - 10月17日，臺南市北區、東區、仁德區的鐵路地下化計畫拆遷戶成立反台南鐵路東移全線自救聯合會，取代由東區拆遷戶組成的反台南鐵路東移自救會，並推舉國立臺灣科技大學光電工程研究所教授、臺灣土地正義行動聯盟理事長陳致曉為會長[103]。

## 論點
自救會訴求是「不反對鐵路地下化，但反對鐵路東移」，主要論點為：
|   | 自救會論點                                                                                                | 政府回應 |
| - | --- | --- |
| 1 | - 潛盾可於現有軌道下方施作，且不影響地面建物。                                                            | - 地下化工程不能在既有鐵路正下方施工，因此不論採用「明挖」或「潛盾」，施工上方一定有建物必須拆除 |
| 2 | - 鐵路地下化徵收土地，是為了圖利財團。 （2012年12月至今，自救會改口，認為徵收土地是為了彌補臺鐵營運虧損） | - 鐵路地下化是中央政府的公共交通建設計畫，沒有財團、建商介入，更無圖利問題。 |
| 3 | - 臺鐵利用東移取得土地，再出售騰空土地開發獲利、填補虧損。                                                | - 地下化後的地面，有通風口等設施。僅能作大面積綠化等低度使用，不可能做多目標使用。 - 2012年7月，由市政府公告「臺南市東區都市計畫（細部計畫）」，鐵路地下化工程完工後其上方騰空廊帶於未來都市計畫除引道及站區外，主要規劃為公園道（公園兼道路）使用。未來合併現行鐵路用地，將成為貫穿市區之主要公園道。。 |
| 4 | - 鐵路地下化不用鐵路局土地，反而徵收民地開發。                                                            | - 全案北區私有地占21.36％、東區私有地占16.39％，其餘皆為公有地。 - 沿線兩處招商案位於小東路北側（原臺鐵宿舍）、生產路（原臺糖農地），都是閒置中的公有地。 |

## 各方意見

### 政治人士
- 2013年8月14日，自救會召集近40位民眾前往民進黨中央黨部抗議，要求蘇貞昌不再提名賴清德為下屆台南市長候選人[108]，並砲轟蘇貞昌一手聲援大埔事件、一手放任民進黨執政縣市製造「南方大埔」的兩手策略「媲美馬吳」[109][110]。民進黨副祕書長林育生稱本案為與大埔事件不同的「技術問題」，並稱本案是大部分台南人的期待；此言引發抗議群眾不滿，林育生改口「我從來沒講過鐵路東移是技術問題」，國立台北大學教授廖本全立即拿出筆記本駁斥林育生「你就是這樣講」，林育生回應「若表達有閃失，願意道歉」。自救會要求民進黨，邀請賴清德與居民召開聽證會公開協商；林育生允諾，會在本月20日答覆[111]。
- 2013年8月17日，民進黨立法委員田秋堇說，民進黨大部分黨員根本搞不懂本案，自救會的抗議突然上綱到民進黨並不公平；自救會說賴清德與劉政鴻同等級，等於是幫劉政鴻解套，也削弱解決問題的焦點；她已找徐世榮討論，希望不要罵到最後卻無法解決問題；請台南市政府加開聽證會，討論本案的公益性、必要性與正當性，釐清相關問題。民進黨立法委員林淑芬則說，本案是為了公共利益，大埔事件是為了炒地皮，兩者並不相同，爭議在於選擇方案是不是最後手段；目前本案雙方意見不同，她認為還有空間協調、創造雙贏，但需要架構討論平台[112]。
- 2013年12月19日，許添財接受新頭殼專訪時說，自救會提出的方案可行，台南市政府拆完民宅後要開闢的公園道可以不必做那麼寬的路面，可以還給原住戶蓋房子，否則本案工程一做下去「永遠是怨恨」；對於部分支持本案者反擊許添財在市長任內核定本案，許添財駁斥，他從未核定此案，「如果我有簽字，那拿出來，我有責任。」[113]
- 2014年1月1日，民進黨前台南縣長蘇煥智出席自救會活動，表態反對台南鐵路地下化，也表示不能在同黨籍的當權者面前「不問是非、不問公平、不問正義」，否則「民進黨會壞掉」[114]。2014年1月4日，蘇俊文重申自救會唯一訴求是「政府不要拆我們的房子」，臺南市政府新聞及國際關係處處長趙卿惠重申「大埔案與南鐵地下化案不可相提並論」[115]；同日，蘇煥智說，「地下化費用是高架化費用的3倍」，他反對台南鐵路地下化，主張台南鐵路應全面改為高架化[116]。蘇煥智並指出，南鐵地下化工程從民國84年（1995年）原始規畫直到96年（2007年）9月鐵工局的版本，仍是原軌地下開挖永久軌；但被送到行政院核定時，因經建會有意見，才改變路線規畫為東移版本，並於98年（2009年）9月經行政院正式核定；交通部與台南市政府聲稱東移版是唯一版本，為不實聲稱。[117]
- 2014年1月16日，柯建銘以民進黨立法院黨團名義，與國民黨立法院黨團協商通過本案仁德段預算案，宣稱：「台南鐵路地下化經監委調查、南市府逐一拜訪居民，無民眾反對。」2014年1月19日，自救會批評監察院報告「荒誕膚淺且未說明本案土地徵收之必要性，賴清德更為此編造十餘點謊言」，同時砲轟「民進黨當權派挺自家人，卻不挺公義，編造堂皇理由來侵害民權，實與黑道幫派無異；賴清德與民進黨當權派違背創黨精神，出賣民主靈魂」[118]。2014年1月20日，陳致曉說，「賴清德市長從未與住戶溝通過，仁德區約有7戶，這7戶話都沒說就被視為無物」；他還說，他多次北上尋求民進黨立法院黨團的協助，卻敵不過民進黨重視政客前途的野心，本案已成國民黨與民進黨「侵害人權」的共業[81]。
- 臺南市議長李全教指控賴清德在此案涉嫌圖利建商[119]

### 社運人士
- 2012年10月1日，社運人士陳為廷在facebook呼籲社會各界持續關注本案，並表示：「賴清德若想自甘墮落成（苗栗縣縣長）劉政鴻，民進黨就等著遭殃。」[120]
- 2012年10月6日，徐世榮痛批，政府為了合理化徵收，使用「政策」作為包裝，以都市計畫方式變更土地使用名目，大量將土地劃為商業區和住宅區，以炒作地價；他說，政府發動土地徵收必須是用在「興辦事業計畫」，但本案並不是為了開發，僅僅是打算讓交通部可以把原本的鐵路用地空出來作為他用，根本不符合徵收的合理性[121]。2012年10月7日，陳為廷在facebook表示：「民進黨，我們真的走著瞧。」[122]
- 2013年8月15日，廖本全接受新頭殼專訪時說，本案中，政府強徵人民的土地，卻把台鐵原本的土地拿來活化、賺錢，這就是不公不義，「說南鐵東移案是『南部大埔』一點都不過分」，台南市政府還大言不慚表示本案沒有土地問題，這顯示了民進黨與台南市政府都很可怕、只把土地徵收當成工具、根本不知道什麼是「土地正義」，本案與大埔事件「本質上一模一樣」。廖本全還說，社運團體能信任在野的民進黨，相信民進黨會支持社運的主張；至於民進黨執政後是否還會堅持、落實這些理念，他完全沒有信心[123]。
- 2013年9月11日，社運人士林飛帆(現任民進黨副秘書長)在facebook表示：「這一夜過後，我無法再說我對賴清德還有期待，我無法再說我認為他是有足夠政治智慧解決南鐵爭議的市長。」2014年4月15日，林飛帆說，鐵路地下化對鐵路沿線居民衝擊大，他與自救會一樣呼籲台南市政府召開「具有實質影響力」的聽證會，清楚說明鐵路地下化對房地產價格、市容地貌、歷史建築等的影響；他曾後悔投票給賴清德，但「我的後悔裡應該還有期待」，期待賴清德妥善處理本案以累積更多民意基礎；若時間與能力許可，他就會參與聲援自救會[124][125]。
- 2014年1月20日，徐世榮說：「我已經下去台南很多趟了，工程技術論壇我提了一大堆問題，到都委會的陳情會我也提了一大堆問題，但台南市政府完全沒回答。公聽會、說明會、陳情會，全都辦假的！……大埔的區段徵收還可以領到地；鐵路東移的一般徵收只能領錢走人，比大埔更慘！」台灣綠黨中執委王鐘銘則說：「民進黨跟台南市政府宣稱沒有居民反對，這個問題我們在各地都不斷看到。像淡海（新市鎮）也是，營建署調查有七成居民支持，可是到地方一走，真正支持的人並不到一成。為什麼他敢說謊？因為他們有管道宣傳、去立法院提案、告訴媒體這些謊言，去欺騙社會大眾以為反對的人只有少數、是少數人在鬧事。」[126]成大政治系教授梁文韜則說，賴清德在本案的謊言比劉政鴻還誇張，民進黨對本案的處理與態度是「可惡、可恨、可恥」[127]。灣寶愛鄉自救會靈魂人物洪箱則說，她去台南時發現台南市政府規定要出示戶口證明才能進去開會，連劉政鴻都沒這樣做，她質疑民進黨是怎樣的「民主進步」[128]。
- 2014年5月12日，獨派大老蔡丁貴表示公投護台灣聯盟不喜歡抗爭，但「沒有公義，一定會抗爭」，即使民進黨執政也一樣，公投盟一定與自救會站在一起[88]。
- 2021年8月20日，鐵道局對於僅存的拒拆戶進行強制拆除，數年前力挺自救會的多數社運界意見領袖並未有更進一步的論述，亦未公開表態支持自救會。

### 媒體
- 有媒體社論認為，自救會的出現，代表著台南市政府在溝通上過於緩慢，導致當地居民情緒無處發洩，成立自救會後才積極處理[129]。

### 其他
- 2013年6月26日，賴清德與中國維權運動人士陳光誠在成大對談，聽眾以本案提問，質疑人權與公共利益是否能比較；賴清德回應，儘全力妥善幫助本案沿線住戶，維護人權，這是市府的誠意。在賴清德與陳光誠交換禮物結束對談時，反對本案的拆遷戶突然站起來高舉寫著「市民被迫遷，市長談人權」的白色布條，並高喊「賴市長不配談人權」；工作人員見狀上前勸阻，拆遷戶立刻離開，雙方未發生衝突[130]，賴清德則不表示意見[131]。翌日，自救會發布聲明稿抨擊市府，並向市府與鐵工局提出「重新評估路線東移的合宜性」等三點訴求，並刊登陳光誠對本案的回覆逐字稿[132]。
- 2014年4月9日，作家李敖接受《海峽導報》專訪時說，民進黨在太陽花學運中「引狼入室」把學生引進立法院搗亂，「學生沒吃到苦頭，反而嚐到甜頭。你看，現在民進黨執政的台南鐵路地下化引爭議，學生要圍攻賴清德了。」[133]

## 爭議
自救會早期的論述是：潛盾工法無須拆遷任何民房；但政府目前所發布的計畫書需要拆遷的東移，原因是為了徵地以圖利財團。自救會多面向的抗爭手段，在臺灣社會引起諸多爭議。在爭取社運界的認同時，自救會以「土地正義」、「反東移」為主軸──宣稱支持地下化，但要求須保障拆遷戶，不得徵收東側土地，並將工程與土地利益掛勾，指控政府為了土地開發才選擇東移。但對臺南市政府的抗爭中，則多次透過媒體提出包括「市價10倍補償」在內的搬遷條件，引起輿論嘩然，亦曾要求公立中學讓出校地、以及爆發自救會與拆遷戶的衝突，其訴求及論點有：
- 對於臺南市政府
  - 以2010至2017年就任臺南市市長的賴清德作為抗爭對象，認為其一手策畫東移。
  - 向市府要求的鉅額補償，先後有「市價一倍」、「以完工後的地價」[15]、「每坪新台幣90萬元」[16]、甚至最新的「每坪100萬元」[17][18]等。
  - 僅拆除樓梯之半拆戶黃香春曾透過媒體，訴求國立臺南第二高級中學應讓出校地供其重建房舍。[134]
- 對於社運及媒體
  - 向媒體宣稱抗爭目的不是為了錢，而是要求召開「行政聽證」解決問題。另自行設計「自救會版工法」宣稱可減少徵收，包括將側牆厚度由90公分，減為20公分等。
  - 多次透過中國國民黨，在2012年至2016年間，以當時的在野黨──民主進步黨為主要抗爭對象，曾多次至臺南市政府與民進黨中央黨部示威[8][9]，並獲得中國國民黨多位政治人物如臺南市議會議長李全教[119]、立法委員邱毅、臺南市議員謝龍介、王家貞、李中岑、盧崑福[135][136]、等人聲援。
  - 曾多次批評立場相左的媒體。力挺自救會的政大教授徐世榮曾指控中文維基百科的內容遭扭曲、誤導[137]、認為臺南市長賴清德利用「網軍」操控維基百科，並認為臺南不需要鐵路地下化，「保有傳統古都味，不但驕傲、也保障人權[138]」。徐世榮亦曾指控公視，詳見#干預新聞自主。

- 對於拆遷戶 
  - 自稱代表全體407戶拆遷戶的意見。要求政府僅能與自救會溝通，反對市府與拆遷戶面對面溝通。
  - 以語言、肢體等實際行動，阻止其他拆遷戶與政府間的溝通，並曾釀成衝突。

成立初期，自救會因多次抗爭曾導致地下化工程一度落後，也波及臺南其他公共建設。市府於2013年2月6日召開工程技術論壇。經評估後，決議本案仍採行政院版推動，並提出在南臺南站興建照顧住宅，陸續獲得居民同意搬遷。照顧住宅於2015年8月動工，2018年陸續交屋入住，至2020年9月沿線僅存2戶不同意戶，同年10月13日依行政執行法拆除最後2戶。
自救會一直自比為「大埔事件」，但其論述與抗爭手段未獲得相當之輿論認同，並在2013、2016、2018年多次與其他拆遷戶爆發立場衝突。自救會更將立場不同的拆遷戶稱之為「重劃業者」、「市府的居民代表」。據媒體報導，自救會長陳致曉由於堅持與中國國民黨合作，導致部分拆遷戶退出自救會，被認是自救會成為政治鬥爭工具、失去輿論支持的原因──詳見#自救會與其他拆遷戶的衝突；另外，自救會亦宣稱環評過程有程序瑕疵，試圖以訟訴方式欲阻隢此案，結果全部敗訴。2013年3月，自救會向監察院陳訴；但監察院調查後，於同年11月公布報告，認為自救會的論述並不正確；自救會聞訊，痛批監察院誤告「謬誤」、「荒誕膚淺」。2015年6月，自救會與環保署就環評一事的行政訴訟，法院宣判自救會敗訴。2015年12月3日，最高行政法院再判自救會敗訴定讞。
自救會主要以Facebook進行宣傳，曾在臺北、臺南舉行街頭示威，亦曾在鐵路沿線懸掛抗議白布條及大型看板。唯由於運動長期低迷、未獲市民認同及突破。2019年8月，自救會長陳致曉以「惡質政府逼我走向政治」為由，宣布參選臺南市第5選區立法委員。結果陳在鐵路經過的東區僅獲得858票，遠少於拆遷戶基本盤，被媒體認為是陳致曉無法取得拆遷戶的認同。

### 立場不一致
自救會立場矛盾，導致部分爭議。包括：
- 自救會工法版本眾多
  - 最初要求「潛盾工法」，認為潛盾不需徵收民地、也不需拆屋，並藉此批評政府搶奪民地[32][33]。
  - 但在2013年，放棄潛盾主張，改提自救會版工法[151]。而在2013年2月28日與市府開會後，自救會發現其設計不符安全法令，再變更設計。
- 以「老屋情感」為訴求，要求不拆除老屋
  - 自救會成員蔡佳玲，多次透過媒體表達「我們只要現有的房子，向祖先交待。」[135]
  - 然而自救會提出的自救會版工法，也是需拆老屋，言論矛盾。
  - 這點被不少市民認為，自救會要的不是老屋，爭取的是土地增值的利益[23]。
- 過去多次提及補償要求，但現全盤否認
  - 自救會成員，在多次場合曾要求徵收應以竣工後的地價計算，曾開價10倍市價[15]。
  - 自救會發言人陳致曉，於2013年3月曾向媒體表示：沿線土地可達每坪新台幣90萬元，是徵收價的6倍。並且特別強調這中間的差價，是「安撫民眾的誘因」[16]。
  - 然而隨事件發展，現時自救會對外一概否認曾經提出補償訴求。並認為維基百科的相關內容，是有心人士的抹黑造謠[13]。力挺自救會的政大教授徐世榮，更宣稱「維基百科遭賴清德及其網軍操控」。

### 自救會與其他拆遷戶的衝突
自救會多次宣稱，其代表407戶拆遷戶的意見。並要求市府與自救會溝通，反對市府與拆遷戶面對面溝通，認為面對面溝通是市府的「分化」手段，並以語言、率眾、肢體、影響名譽等手段，強行阻止其他拆遷戶與政府間的溝通，因此發生數波衝突：
- 2013年4月：在仁德區公聽會，自救會與聲援學生，試圖干擾會議秩序。此舉引來仁德區拆遷戶抗議，認為自救會影響其他拆遷戶發問，並發言制止自救會行為[141]。
- 同年9月：自救會赴市府抗議，遭到北區溫姓拆遷戶大罵「嘜擱亂」（台語：別再亂）。溫表示自己也被徵收數十坪，但「60年來天天被火車吵到受不了，早就希望趕快徵收。」自救會成員則圍剿溫姓拆遷戶，指控溫是「市府派來的」、「故意要製造衝突，以嫁禍給自救會。[142]」
- 2016年1月，自救會在內政部營建署的活動，將其他立場不同的拆遷戶，稱之為「市府的居民代表」，並稱他們「通通都是重劃業者」，並將自救會成員稱為「受到迫遷的居民」[144]。
- 2018年7月26日：陳致曉以個人名義在Facebook發文指稱有拆遷戶承受不了壓力自殺身亡一事，引發輿論嘩然。市府調查後，認為死者並非拆遷戶。最後家屬透過媒體，澄清去世屬私事，與南鐵案無關，批評自救會消費死者，非常不道德。但在家屬抗議後，自救會不但未正面道歉，且仍堅持其論調。

另有拆遷戶抱怨自救會抗爭模糊焦點，並向媒體表示：「想知道自宅被拆後能獲得多少賠償及安置的拆遷戶，反而得不到相關資訊」。
而市府與拆遷戶進行的「逐戶溝通」，曾因面談消息外洩「遭一大群人包圍」，致拆遷戶無法與市府溝通。而拆遷戶欲參觀市府「專案照顧住宅」樣品屋時，也疑因受到壓力，因此要求市府保護隱私，「不要讓別人知道」。
據媒體報導，自救會長陳致曉由於堅持與中國國民黨合作，導致部分拆遷戶退出自救會，被認是自救會後期分崩離析、成為政治鬥爭工具，並失去輿論支持的原因之一。

### 批評成大、交大等大學
自救會多次指控，成功大學介入很深，並質疑成大教授的操守。而發言人陳致曉也曾於自救會文宣中，批評「交通大學是學術界的恥辱」。
在2013年1月19日的說明會中，陳致曉再次質疑「在地大學與市府關係非比尋常」。2013年1月29日的自救會新聞稿則抨擊，臺南地區都市計畫、土木等各領域教授「唯一的作用就是為賴市長預定的施工路線與工法來背書」。

### 波及其他公共建設
2012年12月15日，中華日報報導，因鐵路地下化的爭議，市府因擔心問題複雜化，目前已暫停部分都市建設，例如中國城徵收案受到波及。中國城案雖已獲97%地主同意，但進度暫緩進行。自救會亦曾指控市府從此案圖利40億，但最後證實是自救會將運河星鑽案誤作中國城案。
另外，自救會也曾以新聞稿，指控前副市長林欽榮在新美街（舊稱抽籤巷街）進行土地徵收、炒房地產；但此案事實上是拓寬歷史巷道的文史爭議。當地居民則多贊成拓寬。

### 抨擊政治人物與使用暴力
自救會透過新聞稿及網路平台，數次將前臺南市副市長林欽榮（現任高雄市副市長；曾任營建署署長、新竹市政府都市發展局長、高雄市政府都市發展局長、臺北市副市長）稱為「台灣浮濫土地徵收的第一號打手」、「豺狼」，認為市長賴清德「透過林欽榮搞房地產、搞錢」。也曾批評總統馬英九「害民取財」。
而林欽榮於2013年2月辭去副市長，地方盛傳與自救會成員的批評有關。而在2013年2月初的自救會北上抗爭行動中，也抨擊行政院副院長、時任交通部長毛治國在2010年承諾過「一旦有民眾反對，土地徵收計畫就會停止」，如今卻跳票，怒嗆毛治國「說話不算話」、「根本不適合升官當副閣揆」。
2013年，自救會開始將市長賴清德作為攻擊目標，並指控鐵路東移係由賴清德一手規劃。然而，鐵路地下化工程於2009年已核定，而賴清德就任市長是在2010年12月。
2013年9月，自救會在市府的集結活動中，成員以木板攻擊都發局副局長莊德樑。另外，自救會也積極參與政治，2014年時曾試圖影響民進黨市長提名人選。

### 干預新聞自主
2014年11月19日，公共電視台節目《獨立特派員》播出專題《台南．停看聽》討論此議題，但遭力挺自救會的政大教授徐世榮指控內容「偏頗」。公共電視台則在官方facebook上發布聲明，表示該節目遭到「強勢社運團體」施壓下架干預新聞自主，並批評公共政策「居然只有明星教授與強勢社運團體能出聲詮釋」，並諷刺為「民主台灣的奇蹟」。

### 批評及修改維基百科
2014年9月，徐世榮在其facebook粉絲頁指控維基百科遭賴清德及其網軍操控，批評維基百科內容「幾乎全部都是誤導」、「幾乎都是不實的消息」。2016年，徐世榮在其著書中，再次指控維基百科的內容是「臺南市政府修改後的版本，不是正確的資訊」。書中也承認自救會成員曾試圖修改維基百科，使之符合自救會的論述，但「沒多久又被網軍改成錯誤和偏頗的資訊」。

### 批評照顧住宅
自救會長陳致曉，多次批評照顧住宅位於「偏僻地區」，並認為自己住在「市中心精華地段」，但仁德區拆遷戶正住在照顧住宅附近；另外，陳致曉曾指照顧住宅價格過高，揹負房貸不合理，但又撰文質疑市府為了照顧住宅，賤賣公有土地，兩者相互矛盾。

### 自救會版工法
自救會推出自己的施工法，並堅稱其具有可行性，可維護其成員利益。然而，其設計引發輿論爭議：
- 側牆刪減
  - 市府評估後，不接受側牆縮減，要求自救會的規劃，須符合建築標準。
  - 但如此一來，若恢復90公分厚側牆，仍需徵收鐵道西側（即84年版）；若不拆除西側，則需擴大拆除東側（距鐵道較遠的房舍）。
  - 面對市府的評估，自救會堅持其版本可行，不需要拆遷到西側。並指控市府的說法，是「挑起東、西側居民彼此對立」[170]。

- 隧道西移
  - 自救會版的規劃，讓隧道西移，緊貼西側房舍，隧道與西側房舍距離0米。
  - 再配合側牆刪減，自救會據此宣稱：在既有鐵路下方，就可興建隧道，不必徵收，即所謂「原軌地下化」。
  - 自救會宣稱，這不會影響西側居民[170]。
  - 然而，現有版本在長榮新城段，隧道距東側房舍3米，已有東側居民表達抗議[171]。

行政院核定版與自救會版差異如下：
|                        | 行政院核定版                           | 自救會版                                            |
| ---------------------- | -------------------------------------- | --------------------------------------------------- |
| 工法                   | - 明挖覆蓋、一次施作地下永久軌         | - 逆打工法，上方通行火車、下方同步開挖              |
| 軌道設計寬度           | - 4.5公尺                              | - 4.11公尺                                          |
| 地下結構體側牆厚度     | - 90公分                               | - 20~50公分                                         |
| 連續壁到用地範圍邊界線 | - 1公尺                                | - 60公分                                            |
| 工程期間軌道切換       | - 1次                                  | - 3次（工期較長）                                   |
| 維持火車通駛           | - 既有9處平交道管控                    | - 增加3處臨時平交道                                 |
| 拆除範圍               | - 約307棟                              | - 增加部分地區（約2公里長）增設6公尺寬平行巷道      |
| 用地取得               | - 一般徵收補償、低收安置、專案照顧住宅 | - 徵用民地，完工後還地                              |
| 地面騰空路廊寬度       | - 20~40公尺，規劃公園綠道              | - 16.3公尺，兩旁私有地緊鄰通風口。 - 車道約11公尺。 |

自救會版，主要被指出有刪減結構厚度的疑慮（例：核定版側牆90公分，自救會版為20公分），工程安全性的疑慮（自救會版提倡的下方開挖需容許地面五公分高度差，但0.5公分的鐵軌位移落差就可能造成火車出軌），以及沿線的私有地會被突出物（通風口、逃生梯）阻擋出入。另也需在長榮路、開元路、東門路等幹道增設多處臨時平交道（現況均為地下道或陸橋）。據市府評估，而前鋒路等幹道將從18米寬縮減為10米。
另外，由於《土地徵收條例》第58條規定，徵用期限若超過3年，所有權人得請定徵收所有權。故部分地主若依法申請，將造成沿線土地界線參差不齊，土地無法利用。

### 藍營立場
國民黨籍市議員謝龍介曾多次發聲力挺自救會，並同時批評市長賴清德。雖地下化工程為當時國民黨執政中央時核定，時任台南市長賴清德僅配合國民黨政府遂行都市計畫等執行事項，雖地方政府享有地方自治權，一定程度上非一定與中央政策同調，但亦有媒體指出謝龍介此舉十分弔詭。

## 參與此案的其他民間團體

### 我挺台南鐵路地下化
2012年12月15日，批踢踢(PTT)臺南版版友倡議在facebook成立粉絲頁，翌日「我挺台南鐵路地下化」在臉書成立。
該組織成立目的，為查證自救會言論的真實，認為自救會「政府為搶民地刻意鐵路東移」、「騰空土地圖利財團」等論述，與事實不符，純屬抹黑。而稍後2013年11月監察院公布的調查報告，也認為自救會的「刻意東移」、「圖利財團」論述，都不是事實。另外，該會也曾揭露「自救會版」工程圖無法接合，有安全上的疑慮。
成立約8個月後，該會facebook粉絲人數超過自救會，現時則為自救會粉絲數的2倍。而自救會facebook粉絲人數則長期停滯。

### 守護古都風貌 反對台南鐵路地下化
2013年成立的團體，是完全反對地下化施作的團體，主打水文與都市計畫的再思考，雖然在2013年成立，但是直到2017年Facebook粉絲專頁人數才突破1000人，人數成長極為緩慢，規模無法跟自救會和我挺臺南鐵路地下化相比。團隊為反對臺南鐵路地下化連線，曾於公聽會發言。

### 其他拆遷戶
多數拆遷戶願意配合工程，接受市政府之照顧住宅。一部分的地主參與「109期忠孝自辦重劃會」，並在2015年5月14日的都市計畫委會員中，發言支持行政院版鐵路地下化，並希望徵收土地優先使用公有地、且合理補償地主損失的補償。
另有拆遷戶透過「我挺台南鐵路地下化」，向自救會喊話。要求自救會停止抗爭，並改組為「贊成鐵路地下化爭取補償自救會」。
照顧住宅於2015年8月動工，並於2018年起陸續交屋。至2020年9月，僅存2戶拆遷戶仍不同意，最終於10月13日依行政執行法強制拆除。

### 網路輿論
據《財訊雙週刊》報導：PTT論壇（批踢踢）之中台南版與鐵道版鄉民討論，以支持行政院版、市政府的輿論居多。